# Sven Hallberg
Sven Olov Hallberg, född 3 februari 1955, TV- och radioprofil. Han arbetade mellan åren 2004 och 2020 som programchef på radiokanalen Mix Megapol, och har tidigare varit redaktör för Äntligen morgon. Numera är han biträdande programchef samt sänder på fredags- och lördagskvällarna tillsammans med Jesse Wallin. 

## Bakgrund
Efter piratradioverksamhet 1978 som discjockey på Radio 98 debuterade han i större sammanhang på 1980-talet som en av pionjärerna bakom det legendariska programmet Radio SBC som sändes i den stockholmska närradion från hösten 1979 till hösten 1982. Han har tidigare varit med och startat TV-kanalen ZTV, där han även var programledare i många år. Innan tiden på ZTV syntes Hallberg även i den klassiska serien Angne & Svullo 1988 och 1991 där han spelade en något avvikande programpresentatör. 
2004 började Hallberg på dåvarande SBS Radio som producent för morgonshowen på Mix Megapol med Adam Alsing och Gry Forssell och därefter blev han programchef för Mix Megapol. Hallbergs sista roll inom Bauer Media var som programchef för Rockklassiker, en tjänst han lämnade i maj 2020.
Numera bedriver Hallberg egen verksamhet inom produktion av poddserier om artister som distribueras via Bauers digitala plattform Radioplay.